# Tumba para un forajido
Tumba para un forajido ist ein spanischer Westernfilm aus dem Jahr 1965, der im deutschen Sprachraum nicht gezeigt wurde. José Luis Madrid führte Regie.

## Handlung
Ray Donato, der Sheriff von Cumberland City, ist auf der Suche nach seinem Bruder Johnny. Ihr sterbender Vater soll ihn, der sich mexikanischen Banditen unter der Führung von El Zurdo angeschlossen hat. Der stürmische und starrköpfige junge Mann verliebte sich einst in die Saloonmusikerin Marta, ein Mädchen mit schwieriger Vergangenheit, erlebte einige unglückliche Situationen und tötete schließlich einen Mann, raubte das Geld aus der Saloonkasse und floh nach Mexiko. Mit Hilfe von Soldaten kann Ray die Bande ausschalten und sieht sich einem Bruderduell gegenüber.